# Mouvement du 2 Juin
Le Mouvement du 2 juin (allemand : Bewegung 2. Juni) est un groupe anarchiste armé d'Allemagne de l'Ouest basé à Berlin-Ouest et actif dans les années 1970.
Le nom du mouvement se réfère à la date du décès de l'étudiant Benno Ohnesorg, tué par un policier d'une balle de pistolet dans la tête lors d'une manifestation contre la venue du chah Mohammad Reza Pahlavi à Berlin-Ouest. Les mouvements d'extrême gauche alimentent alors l'idée que « l'État a tiré le premier ».

## Historique
Créé en janvier 1972, son nom est choisi en référence à la date où l'étudiant Benno Ohnesorg est tué par Karl-Heinz Kurras, un agent de police de Berlin-Ouest, le 2 juin 1967. Le groupe choisit comme moyen la lutte armée. Son objectif est d'enclencher un processus révolutionnaire à travers la guérilla urbaine, dans le but ultime d'abolir l'impérialisme et le capitalisme.
Le groupe enlève le 27 février 1975, Peter Lorenz, candidat de la CDU à la mairie de Berlin. Le mouvement obtient la libération de quatre des membres des Fraction Armée Rouge, qui s'envolent le 3 mars pour Aden, en Yémen du Sud. Lorenz est libéré le lendemain[réf. nécessaire].
Le Mouvement du 2 juin est plutôt d'obédience anarchiste tandis que la fraction armée rouge est  d'orientation marxiste-léniniste. Cependant, ces deux groupes terroristes entretiennent des relations entre eux, plus ou moins proches en fonction des circonstances. Au début des années 70, des membres de la fraction armée rouge rejoignent le mouvement du 2 juin et inversement. Par ailleurs, au cours de la même période et  afin de financer leur vie clandestine, les deux groupes joignent leurs forces et commettent une série d'attaques à main armée contre des banques berlinoises, pour un butin total de plus de 200'000 DM.
Aux alentours de 1978, le groupe est en proie à d'importantes dissensions internes. Finalement, il ne reste plus que deux partisans de la poursuite à l'identique de la lutte armée, Inge Viett et Juliane Plambeck, lesquelles rejoignent toutes deux la fraction armée rouge. Le 2 juin 1980, Gabriele Rollnick lit lors de son procès une déclaration annonçant la dissolution du groupe ; des militants ne partageant pas les positions pro-RAF de ce dernier font cependant savoir que ce texte n'est pas représentatif de leur mouvement. 
On apprendra bien des années plus tard que le policier Karl-Heinz Kurras a travaillé pour le ministère de la Sécurité d'État (Stasi) est-allemand. Mais aucun historien n'établira de lien entre la mort de Benno Ohnesorg et les activités d'espionnage de Kurras en faveur de la Stasi.

## Membres
- Ralf Reinders[7]
- Fritz Teufel[7]
- Juliane Plambeck[7]
- Gabriele Rollnick[7]
- Inge Viett[7]
- Ulrich Schmücker[8]
- Harald Sommerfeld[8]
- Bommi Baumann[9]
- Werner Sauber (1947–1975), photographe et réalisateur suisse[10]
- Georg von Rauch[9]